# BBNテクノロジーズ
BBNテクノロジーズ（英: BBN Technologies）は、受託の研究開発を専門とするハイテク企業である。かつては Bolt Beranek and Newman（） と称し、BBN社と呼ばれることも多い。所在地はアメリカ合衆国マサチューセッツ州ケンブリッジ。（ARPANETおよびインターネットを含む）パケット通信の開発で最もよく知られているが、民間軍事会社でもあり、国防高等研究計画局と関わりが深い。

## 歴史
1948年、マサチューセッツ工科大学（MIT）の教授だったレオ・ベラネックとリチャード・ボルト、ボルトの以前の教え子ロバート・ニューマンの3人によって設立された。当初、ボルト・ベラネク・アンド・ニューマン社は音響コンサルティング会社としてスタートした。最初の契約は国際連合ニューヨーク本部のアセンブリー・ホールの音響設計のコンサルティングである。その後、MITの クレスジ・オーディトリウム（1954年）、タングルウッドのクーセヴィツキー音楽小屋 (1959年)、リンカーン・センターのエイヴリー・フィッシャー・ホール (1962)、フィリピンのフィリピン文化センター (1969年)、ボルチモアのジョゼフ・マイヤーホフ・シンフォニー・ホール(1978年)なども手掛けた。ウォーターゲート事件で問題となった18分間の消去期間のあるリチャード・ニクソンのテープの解析や、ジョン・F・ケネディ暗殺の証拠とされる口述録音機用録音テープの証拠の解析も行った。
音響に関する仕事にはかなりの計算を要し、そのことが後の情報処理関連のビジネスへと結びついていった。BBNは道路や航空機の騒音についてのコンピュータモデルを開発し、高速道路用防音壁を設計した。騒音問題に関する裁判にBBNの科学者が専門家の証人として出廷することもあった。BBNは1950年代後期から1960年代初期にかけてコンピュータをいくつか購入した（ディジタル・イクイップメント・コーポレーションの最初のPDP-1など）。BBNは音響関係の仕事をし続けていたが、現在ではインターネット黎明期の業績（ARPANET、MILNET、CSNET、NEARnetなど）で有名である。
1989年、音響コンサルティング部門を分社化してアセンテック社（本社はケンブリッジ）を創設した。
1998年、BBNのインターネットサービスプロバイダ部門「BBNプラネット」がジェネラル・テレフォン・アンド・エレクトロニクス社（GTE）に買収された。BBNプラネットはGTEの全国規模の光ファイバーネットワークに統合され GTEインターネットワーキング社となった。2000年、GTEとベル・アトランティックが合併してベライゾンとなったとき、元 BBN Planet だった部分を含む資産はジェヌイティ社として分社化された。2004年3月、ベライゾンはBBNを個人投資家グループに売却。2009年9月、レイセオンはBBNを取得する協定を結んだ。この買収は2009年10月29日に完了し、買収金額は約3億5千万米ドルと見られている。
BBNにはコンピュータ関連の有名人が何人か働いていた。例えば、ウィル・クラウザー、ジョン・カラン、エドワード・フレドキン、ロバート・カーン、J・C・R・リックライダー、ジョン・マッカーシー、マービン・ミンスキー、セヴェロ・オーンステイン、シーモア・パパート、オリバー・セルフリッジ、レイ・トムリンソンといった人々がいた。

## コンピュータ技術
BBNのコンピュータネットワーク分野での業績には、以下のようなARPANETの実装と運用に関する開発がある。
- 世界初の「@」マークを使ったアドレスで個人を指定した電子メール[15][16]
- 世界初のIPルーター インターフェイス・メッセージ・プロセッサー
- VoIPの先駆的な試みであるボイス・ファンネル（英語版）
- TCPプロトコルの開発

その他のBBNのコンピュータ関連の業績としては、以下のようなものがある。
- 初期のタイムシェアリングシステム
- LOGO言語
- TENEXオペレーティングシステム（PDP-10向けのTOPS-20のベースとなった）
- コロッサル・ケーブ・アドベンチャー（世界初のアドベンチャーゲーム）
- 世界初のリンクステート・ルーティング・プロトコル（英語版）
- モバイルアドホックネットワーク（1970年代）
- 並列処理システム
  - Pluribus
  - BBN Butterfly

BBNはネットワーク識別のための最初の自律システム番号 (AS1) を受け取ったネットワーク組織だった。現在 AS1 を運用しているのは、ジェヌイティ社を買収したレベル・スリー・コミュニケーションズ社である。
BBNは現在も様々な研究開発プロジェクトを行っており、インターネットのセキュリティに関する標準化（IPsec）、JTRS通信システムのネットワーク技術、モバイルアドホックネットワーク、音声認識、狙撃探知システム、量子暗号などに関わっている。